# 必修教科
必修教科（ひっしゅうきょうか）とは、学校教育等において、その教科を履修することが進級・卒業の要件となっているような教科のこと。選択教科の対立概念。

## 日本の学制における必修教科
小学校では、必修・選択の区別はない。すべての教科の履修が必要である。中学校では、学習指導要領に必修教科が定められている。また、その他に各学校において選択教科を設置することになっている。
高等学校では、厳密には「必修教科」とは呼ばれず、必履修教科という。必履修教科では、その中のいくつかの科目を（保健体育以外は選択的に）履修することとしており、それらが必履修科目と呼ばれている。学習指導要領ではそれらが「必履修教科・科目」と表現されている。高等学校では、履修と修得が区別される。履修とは科目を学習することであり、修得とは学習の成果が認められることである。2006年現在、高等学校には必履修科目は存在するが、必修得科目はない。

## 英国の学制における必修科目
英国においては、16歳までが義務教育であり、中学卒業時に卒業試験に相当するGCSEを受ける必要がある。それに対応して数学・英語・科学・語学（フランス語またはドイツ語）・歴史・地理・宗教学などが「必修科目」として指定されている。

## ドイツの学制における必修領域
ギムナジウム上級段階の授業には必修領域と選択領域がある。
バーデン・ヴュルテンベルク州の場合、必修領域には、課題領域I（言語/文学/芸術課題領域）の必修教科としてドイツ語・外国語（英語・フランス語・ラテン語・ギリシャ語・ロシア語・スペイン語・イタリア語・ポルトガル語）・音楽・美術・課題領域II（社会科学課題領域）の必修教科として歴史・地理・社会科・経済・宗教/倫理・課題領域III（数学/自然科学/技術課題領域）の必修教科として数学・生物・化学・物理、いずれの課題領域にも属さない必修教科として体育がある。